# Манастир Моравци
Манастир Моравци је православни манастир који се налази у истоименом селу, на територији општине Љиг. Манастир припада Епархији жичкој Српске православне цркве, по предању, подигнут је у 13. веку у доба Немањића.

## Предање и историјат
Као ктитор помиње се Урош Први Немањић, краљ српски. После турског ропства 1798. године, манастир је обновио игуман Хаџи Ђера. По предању, у манастирску цркву су узидане мошти руке Светог Апостола Томе, које је Хаџи Ђера донео при посети Христовом Гробу у Јерусалиму. У манастирској ризници се чувају богослужбене књиге, којима је манастир снабдео Хаџи Ђера.
Манастир је имао значајну улогу током припрема Првог српског устанка и у ослобађања од Турака. На Васкрс 1815. године у манастиру је одржана скупштина на којој је присуствовао Милош Обреновић у склопу припрема за Други српски устанак. 

## Манастирска црква
Данашња манастирска црква је подигнута од тесаног камена, чију је градњу започео кнез Милош, а довршио је кнез Михаило Обреновић уз помоћ прилога села Моравци, Липље, Дићи, Гукоши, Ивановци, Пољанице, Козељ, Бранчић и Брајковац и то од сваке мушке главе по седам дуката у злату.  
Црква је освећена на дан Сабора Светог Архангела Гаврила 26. јула 1858. године од епископа Јоаникија.